# صموئيل إم. تايلور
صموئيل إم. تايلور هو محامي وسياسي أمريكي، ولد في 25 مايو 1852، وتوفي في 13 سبتمبر 1921. نشط حزبياً في الحزب الديمقراطي. وقد انتخب عضو مجلس النواب الأمريكي ‏.